# Boulevard de l'Europe (Montfermeil)
Pour les articles homonymes, voir Boulevard de l'Europe.
Le boulevard de l'Europe est un important axe de communication de Montfermeil en Seine-Saint-Denis. Elle suit le tracé de la route départementale 117.

## Situation et accès

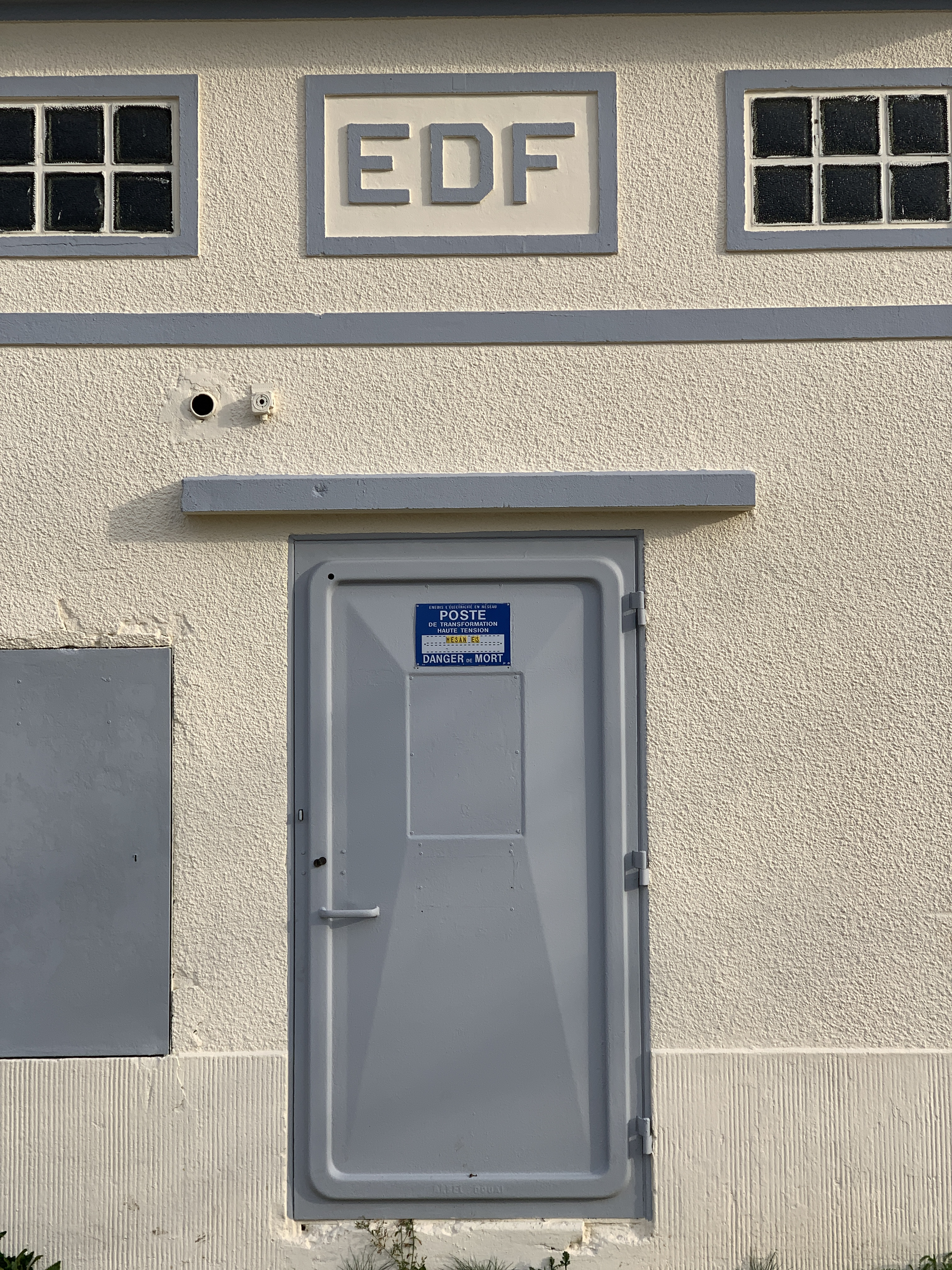
Un transformateur électrique EDF, boulevard de l'Europe à Montfermeil, au mois de janvier 2020.

Ce boulevard commence côté occidental, au carrefour de l'avenue Jean-Jaurès et de la rue de l'Église. Longeant une déclivité du terrain, il croise le chemin du Tour-du-Parc, traverse alors un rond-point, et continue dans l'axe de la partie méridionale de la rue de la Fontaine-Jean-Valjean.
Il se termine à l'intersection de la rue du Général-Leclerc, limite de la ville de Chelles, où s'étend la route de Montfermeil.

## Origine du nom

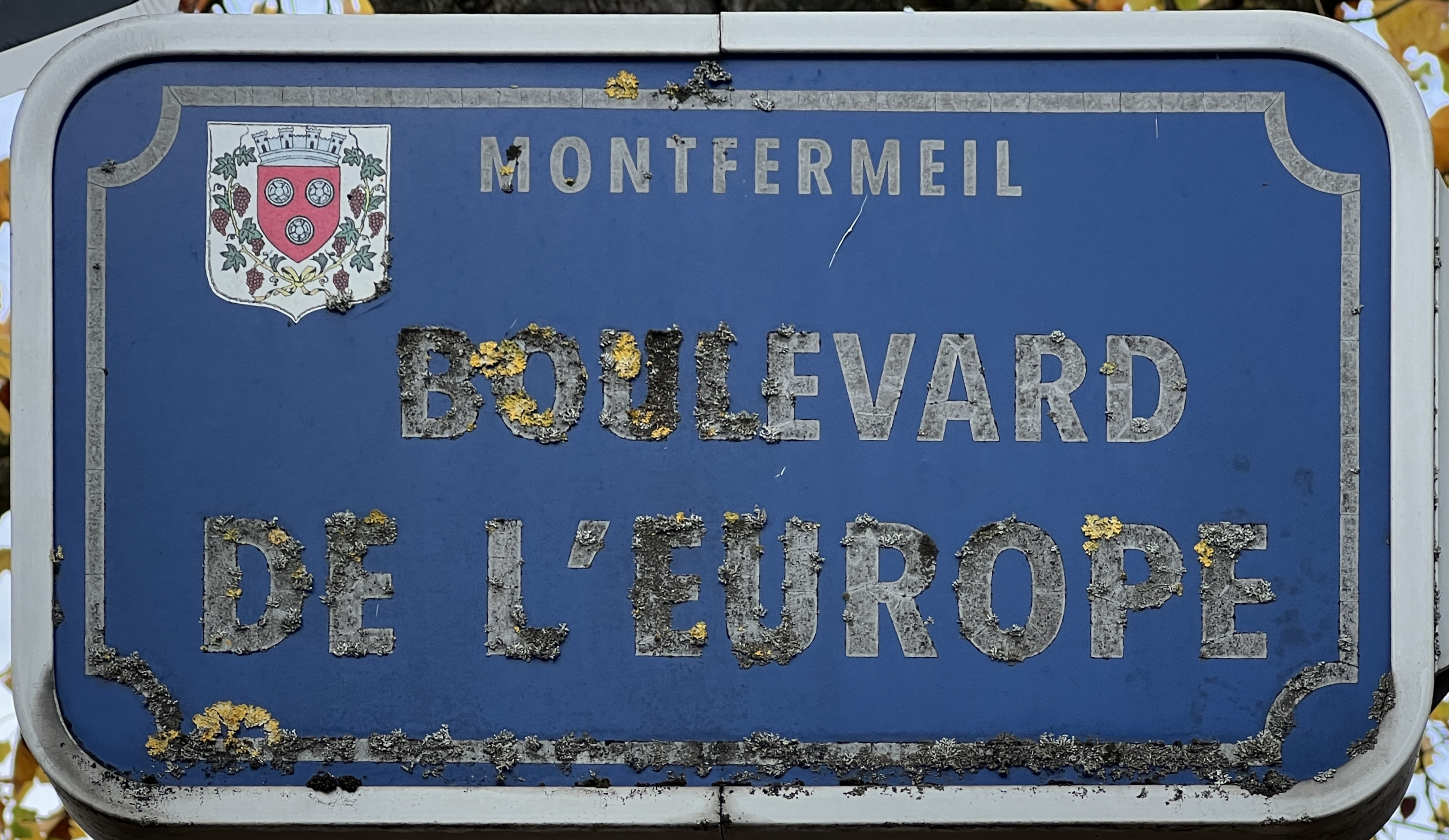
Plaque émaillée Boulevard de l'Europe en octobre 2022.

Cette voie porte le nom d'Europe en référence à l'Union européenne. 

## Historique

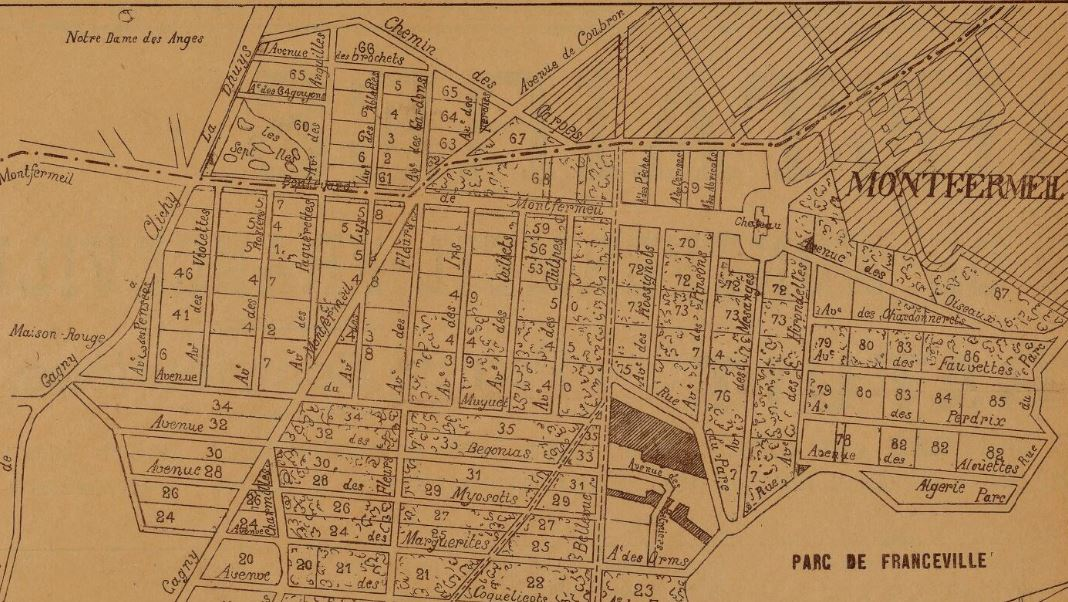
Plan du lotissement du domaine de Montfermeil-Franceville, fin du XIXe siècle.

Un ancien chemin existait à cet endroit, et marquait la limite du parc du château. La modernisation de cette voie de communication ainsi que des alentours, sont le fruit du lotissement de Montfermeil-Franceville, à partir de 1896-1897,, qui démantela définitivement le domaine seigneurial de Montfermeil.
Lui fut alors attribué ainsi qu'aux voies attenantes, des odonymes choisis parmi la classe des aves : avenue des Mésanges, des Hirondelles, des Chardonnerets, des Fauvettes, etc. le terme générique, avenue des Oiseaux, revenant au futur « boulevard de l'Europe » dont son odonyme actuel lui a été attribué après 1981.

## Bâtiments remarquables et lieux de mémoire
- Emplacement du château de Montfermeil, construit en 1678. Il est aujourd'hui remplacé par le Groupe scolaire Paul-Eluard, bâtiment recensé par la ville de Montfermeil[5].
- Parc Arboretum de Montfermeil[6].